# Liu Yu (senyor de la guerra)
En aquest nom xinès, el cognom és Liu.
Liu Yu (mort el 193) va ser un senyor de la guerra i un polític durant el període de la tardana Dinastia Han Oriental de la història xinesa.
Durant la campanya contra Dong Zhuo, la coalició Guandong li va demanar a Liu de declarar-se ell mateix emperador, ja que era membre del clan familiar dels emperadors de la dinastia Han, però Liu ho va rebutjar. Va ser més tard mort pel senyor de la guerra Gongsun Zan sota les falses acusacions sobre que estava conspirant per apoderar-se del tron.

## Família
- Avantpassat: Liu Jiang (劉彊), el Príncep Gong de Donghai, príncep hereu deposat de l'Emperador Guangwu
- Avi: Liu Jia (劉嘉), va servir com a ministre de la Casa
- Pare: Liu Shu (劉舒), va servir com a Administrador de Danyang
- Fill: Liu He (劉和), va servir Assistent de Palau (侍中). Va ser capturat i mantingut com a rehena per Yuan Shu, però es va poder escapar i se'n va anar a unir-se a Yuan Shao. Ell va buscar venjança amb antics subordinats del seu pare en contra de Gongsun Zan després que Gongsun va matar el seu pare.[3]